# Travis Schlichting
Travis Jay Schlichting, né le 19 octobre 1984 à Denver (Colorado) aux États-Unis, est un lanceur droitier de baseball évoluant en Ligues majeures depuis 2009 avec les Dodgers de Los Angeles.

## Carrière
Travis Schlichting est drafté au quatrième tour par les Devil Rays de Tampa Bay en juin 2003. Il signe avec l'équipe quelques jours plus tard et joue en ligues mineures. En décembre 2005, les Rays le cèdent aux Angels d'Anaheim pour le receveur Josh Paul. En mars 2007, les Angels libèrent Schlichting et celui-ci signe un contrat comme agent libre avec les Dodgers de Los Angeles en octobre.
Le lanceur droitier joue son premier match dans les majeures le 7 juin 2009 contre les Phillies de Philadelphie et accorde un coup de circuit au premier frappeur qu'il affronte, Ryan Howard. Il fait deux sorties en relève pour les Dodgers durant cette saison.

## Statistiques
| Saison | Équipe    | G  | GS | CG | SHO | V | D | SV | IP   | SO | ERA  |
| ------ | --------- | -- | -- | -- | --- | - | - | -- | ---- | -- | ---- |
| 2009   | Minnesota | 2  | 0  | 0  | 0   | 0 | 0 | 0  | 2.2  | 2  | 3,38 |
| 2010   | Minnesota | 14 | 0  | 0  | 0   | 1 | 0 | 0  | 22.2 | 14 | 3,57 |
| Totaux | Totaux    | 16 | 0  | 0  | 0   | 1 | 0 | 0  | 25.1 | 16 | 3,55 |

Note : G = Matches joués ; GS = Matches comme lanceur partant ; CG = Matches complets ; SHO = Blanchissages ; 
V = Victoires ; D = Défaites ; SV = Sauvetages ; IP = Manches lancées ; SO = Retraits sur des prises ; ERA = Moyenne de points mérités.